# Óscar de Marcos
Óscar de Marcos Arana (Laguardia, 14 aprile 1989) è un ex calciatore spagnolo, di ruolo difensore o centrocampista.

## Caratteristiche tecniche
Pur essendo nato calcisticamente, come esterno offensivo di centrocampo, agendo principalmente lungo il versante destro, de Marcos ha progressivamente modificato la sua posizione in campo, arrivando ad occupare diversi ruoli. Nel corso della sua carriera, si è dimostrato molto duttile tatticamente, ed essendo un calciatore polivalente, può giocare come ala, centrocampista centrale, centrocampista offensivo, mezzapunta, tuttavia, nel corso delle ultime stagioni con l'Athletic Bilbao, ha arretrato notevolmente il proprio raggio d'azione giocando prevalentemente come terzino destro.

## Carriera

### Club
Oscar de Marcos cresce nelle giovanili dell'Alavés, dove nella stagione 2008-2009 gioca 20 partite con la prima squadra, segnando 3 reti in Segunda Division.
Il 10 luglio 2009 viene ceduto all'Athletic Bilbao per 350 000 euro. Il 16 agosto dello stesso anno, in occasione della Supercoppa Spagnola, segna il suo primo gol al debutto in maglia basca. Il gol risulterà poi vano ai fini del risultato che vede vincere il Barcellona per 1-2.
Ha una clausola rescissoria di 26 milioni di euro. Attualmente è il vice-capitano della squadra basca.

### Nazionale
Nel 2009, ha giocato tre partite nella nazionale Under-20 spagnola, dove nel settembre dello stesso anno, ha partecipato ai mondiali di categoria disputatisi in Egitto, venendo poi successivamente, eliminato agli ottavi di finale dall'Italia.
Nel settembre 2009, ha esordito nella nazionale Under-21 spagnola, raccogliendo una sola presenza, nella partita vinta per 2-0 contro i pari età della Polonia, valida alla qualificazione agli Europei del 2011.
Nel novembre 2015, viene convocato per la prima volta nella nazionale maggiore dal CT. Vicente del Bosque in sostituzione dell'infortunato Juanfran, per le due amichevoli in programma contro Inghilterra e Belgio, tuttavia senza mai debuttare in nazionale.

## Statistiche

### Presenze e reti nei club
Statistiche aggiornate al 25 maggio 2025.
| Stagione               | Squadra                | Campionato             | Campionato | Campionato | Coppe nazionali | Coppe nazionali | Coppe nazionali | Coppe continentali | Coppe continentali | Coppe continentali | Altre coppe | Altre coppe | Altre coppe | Totale | Totale |
| Stagione               | Squadra                | Comp                   | Pres       | Reti       | Comp            | Pres            | Reti            | Comp               | Pres               | Reti               | Comp        | Pres        | Reti        | Pres   | Reti   |
| ---------------------- | ---------------------- | ---------------------- | ---------- | ---------- | --------------- | --------------- | --------------- | ------------------ | ------------------ | ------------------ | ----------- | ----------- | ----------- | ------ | ------ |
| ago. -dic.2008         | Deportivo Alavés B     | TD                     | 16         | 4          |                 | -               | -               | -                  | -                  | -                  | -           | -           | -           | 16     | 4      |
| dic.2008-2009          | Deportivo Alavés       | SD                     | 20         | 3          | CR              | 0               | 0               | -                  | -                  | -                  | -           | -           | -           | 20     | 3      |
| apr.2010               | Bilbao Athletic        | SDB                    | 1          | 0          | -               | -               | -               | -                  | -                  | -                  | -           | -           | -           | 1      | 0      |
| 2009-2010              | Athletic Bilbao        | PD                     | 19         | 1          | CR              | 1               | 0               | UEL                | 8                  | 1                  | SS          | 1           | 1           | 29     | 3      |
| 2010-2011              | Athletic Bilbao        | PD                     | 13         | 0          | CR              | 2               | 0               | -                  | -                  | -                  | -           | -           | -           | 15     | 0      |
| 2011-2012              | Athletic Bilbao        | PD                     | 34         | 4          | CR              | 8               | 1               | UEL                | 14                 | 4                  | -           | -           | -           | 56     | 9      |
| 2012-2013              | Athletic Bilbao        | PD                     | 36         | 6          | CR              | 2               | 0               | UEL                | 8                  | 1                  | -           | -           | -           | 46     | 7      |
| 2013-2014              | Athletic Bilbao        | PD                     | 35         | 5          | CR              | 4               | 0               | -                  | -                  | -                  | -           | -           | -           | 39     | 5      |
| 2014-2015              | Athletic Bilbao        | PD                     | 35         | 1          | CR              | 7               | 0               | UCL+UEL            | 8+2                | 0+1                | -           | -           | -           | 52     | 2      |
| 2015-2016              | Athletic Bilbao        | PD                     | 34         | 1          | CR              | 5               | 1               | UEL                | 13                 | 0                  | SS          | 2           | 0           | 54     | 2      |
| 2016-2017              | Athletic Bilbao        | PD                     | 27         | 1          | CR              | 0               | 0               | UEL                | 5                  | 0                  | -           | -           | -           | 32     | 1      |
| 2017-2018              | Athletic Bilbao        | PD                     | 21         | 1          | CR              | 0               | 0               | UEL                | 7                  | 1                  | -           | -           | -           | 28     | 2      |
| 2018-2019              | Athletic Bilbao        | PD                     | 30         | 1          | CR              | 4               | 0               | -                  | -                  | -                  | -           | -           | -           | 34     | 1      |
| 2019-2020              | Athletic Bilbao        | PD                     | 13         | 0          | CR              | 1               | 0               | -                  | -                  | -                  | -           | -           | -           | 14     | 0      |
| 2020-2021              | Athletic Bilbao        | PD                     | 25         | 1          | CR              | 4               | 0               | -                  | -                  | -                  | SS          | 2           | 1           | 31     | 2      |
| 2021-2022              | Athletic Bilbao        | PD                     | 22         | 1          | CR              | 2               | 0               | -                  | -                  | -                  | SS          | 2           | 0           | 26     | 1      |
| 2022-2023              | Athletic Bilbao        | PD                     | 37         | 1          | CR              | 6               | 1               | -                  | -                  | -                  | -           | -           | -           | 43     | 2      |
| 2023-2024              | Athletic Bilbao        | PD                     | 28         | 1          | CR              | 5               | 0               | -                  | -                  | -                  | -           | -           | -           | 33     | 1      |
| 2024-2025              | Athletic Bilbao        | PD                     | 26         | 0          | CR              | 2               | 1               | UEL                | 12                 | 0                  | SS          | 1           | 0           | 41     | 1      |
| Totale Athletic Bilbao | Totale Athletic Bilbao | Totale Athletic Bilbao | 435        | 25         |                 | 53              | 4               |                    | 77                 | 8                  |             | 8           | 2           | 573    | 39     |
| Totale carriera        | Totale carriera        | Totale carriera        | 472        | 32         |                 | 53              | 4               |                    | 77                 | 8                  |             | 8           | 2           | 610    | 46     |

### Cronologia presenze e reti in nazionale
| Cronologia completa delle presenze e delle reti in nazionale ― Spagna under 21 | Cronologia completa delle presenze e delle reti in nazionale ― Spagna under 21 | Cronologia completa delle presenze e delle reti in nazionale ― Spagna under 21 | Cronologia completa delle presenze e delle reti in nazionale ― Spagna under 21 | Cronologia completa delle presenze e delle reti in nazionale ― Spagna under 21 | Cronologia completa delle presenze e delle reti in nazionale ― Spagna under 21 | Cronologia completa delle presenze e delle reti in nazionale ― Spagna under 21 | Cronologia completa delle presenze e delle reti in nazionale ― Spagna under 21 |
| Data                                                                           | Città                                                                          | In casa                                                                        | Risultato                                                                      | Ospiti                                                                         | Competizione                                                                   | Reti                                                                           | Note                                                                           |
| ------------------------------------------------------------------------------ | ------------------------------------------------------------------------------ | ------------------------------------------------------------------------------ | ------------------------------------------------------------------------------ | ------------------------------------------------------------------------------ | ------------------------------------------------------------------------------ | ------------------------------------------------------------------------------ | ------------------------------------------------------------------------------ |
| 4-9-2009                                                                       | Oviedo                                                                         | Spagna under 21                                                                | 2 – 0                                                                          | Polonia under 21                                                               | Qual. Europeo Under-21 2011                                                    | -                                                                              | 81’                                                                            |
| Totale                                                                         |                                                                                | Presenze                                                                       | 1                                                                              |                                                                                | Reti                                                                           | 0                                                                              |                                                                                |

## Palmarès

### Club

#### Competizioni nazionali
- Supercoppa di Spagna: 2

Athletic Bilbao: 2015, 2021
- Coppa di Spagna: 1

Athletic Bilbao: 2023-2024